# Allomarkgrafia plumeriiflora
Allomarkgrafia plumeriiflora är en oleanderväxtart som beskrevs av R. E. Woodson. Allomarkgrafia plumeriiflora ingår i släktet Allomarkgrafia och familjen oleanderväxter. Inga underarter finns listade i Catalogue of Life.